# Тегеран-Мехрабад (аеропорт)
Міжнародний аеропорт Мехрабад  (перс. فرودگاه مهرآباد) (IATA: THR, ICAO: OIII) також Тегеран-Мехрабад — аеропорт, обслуговуючий Тегеран, Іран. До 2004 року був провідним аеропортом Тегерана з міжнародних і внутрішніх пасажирських перевезень , але був замінений новим Міжнародний аеропорт Імам Хомейні для більшості його міжнародного трафіку. Проте Мехрабад на 2016 є найбільш завантаженим аеропортом Ірану з пасажирських перевезень і руху повітряних суден, у 2014 році пасажирообіг склав 13,617,094 осіб. Летовище здатне приймати  широкофюзеляжні літаки на кшталт Boeing 747 та Airbus A380. Використовується для всіх повітряних перевезень для глав держав і уряду Ірану,  обслуговує Meraj Airlines через термінали VIP й CIP.

## Історія
Перше летовище було побудовано у 1938 для клубної авіації. У 1949 році перетворено на аеропорт сумісного базування. У 1955 році асфальтовано злітно-посадкову смугу та побудовано перший пасажирський термінал. 30 квітня 2005 року введено в експлуатацію Міжнародний аеропорт Імам Хомейні. Будівництво нового аеропорту обумовлено неможливістю подальшого розширення аеропорту Тегеран-Мехрабад, який виявився у густонаселеному районі Тегерана, де нема місця для нових злітно-посадкових смуг. А це суттєво обмежує прийом додаткових чартерних і вантажних рейсів. а також аеропорт має обмежену кількість місць стоянок для літаків і паркувального простору. Спочатку було до нового аеропорту передано тільки рейси з держав Перської затоки. З листопада 2007 новому аеропорту передані міжнародні рейси з аеропорту «Мехрабад».

## Термінали
- VIP Terminal - використовується Meraj Airlines для урядових рейсів.
- CIP Terminal - відкрито для всіх пасажирів.
- Термінал 1 - використовується тільки для пасажирів Kish Air та Zagros Airlines.
- Термінал 2 - використовується для пасажирів Iran Air, Iran Air Tours, Meraj Airlines, Qeshm Air and Ata Airlines і для пасажирів що прибули рейсами Kish Airlines й Zagros Airlines, телескопічні трапи використовуються тільки для рейсів Meraj Airlines. Термінал також використовується для всіх вантажних операцій.
- Термінал 4 - використовується пасажирами всіх інших авіакомпаній на виліт
- Термінал 6 - використовується пасажирами всіх інших авіакомпаній по прибуттю
- Термінали 3 і 5 - використовуються тільки під час піку хаджа.
- Термінал екіпажу використовується для льотних екіпажів усіх авіакомпаній.

## Авіалінії та напрямки на березень 2016

### Пасажирські
| Авіакомпанія          | Пункт призначення | Термінал |
| --------------------- | --- | -------- |
| Ata Airlines          | Ахваз, Ардебіль, острів Кіш, Мешхед, Шираз, Тебріз, Урмія | 2        |
| Atrak Air             | Бендер-Аббас, Боджнурд, острів Кіш, Мешхед, Шираз | 4 & 6    |
| Caspian Airlines      | Ахваз, Мешхед, Сенендедж | 4 & 6    |
| Iran Air              | Абадан, Ахваз, Ардебіль, Бендер-Аббас, Бірджанд, Бушер, острів Кешм, Ісфахан, Керманшах, Хорремабад, острів Кіш, Лар, Мешхед, Решт, Сарі, Шираз, Тебріз, Урмія, Язд, Захедан                                                                                            | 2        |
| Iran Air Tours        | Абадан, Ахваз, Ардебіль, Бендер-Аббас, Чахбехар, Ісфахан, Керманшах, Мешхед, Решт, Шехре-Корд, Шираз, Тебріз, Урмія, Язд, Захедан | 2        |
| Iran Aseman Airlines  | Абадан, Ахваз, Ардебіль, Ассалуйє, Бам, Бірджанд, Бендер-Аббас, Боджнурд, Бушер, Гечсаран, Горган, острів Кешм, Ілам, Ісфахан, Керманшах, острів Кіш, Хой, Ламерд, Лар, Мешхед, Рефсенджан, Рамсар, Решт, Себзевар, Саханд, Сенендедж, Шираз, Тебріз, Урмія, Ясудж, Язд | 4 & 6    |
| Iranian Naft Airlines | Абадан, Омидийє, Ахваз, Дезфул, Ісфахан, острів Харк , Бендер-Махшехр, Язд | 2        |
| Kish Air              | Абадан, Ахваз, Ассалуйє, Бендер-Аббас, Хамадан, Ісфахан, острів Кіш, Бендер-Махшехр, Мешхед, Кешм, Шираз, Шехре-Корд, Тебріз | 1 & 2    |
| Mahan Air             | Ардебіль, Ассалуйє, Бам, Бендер-Аббас, Бірджанд, Боджнурд, Дезфул, Гечсаран, Ілам, Джирофт, Керман, Керманшах, Хорремабад, острів Кіш, Бендер-Махшехр, Мешхед, Кешм, Рефсенджан, Решт, Сарі, Сенендедж, Шехре-Корд, Шахруд, Шираз, Сирджан, Тебес, Заболь, Захедан      | 4 & 6    |
| Meraj Airlines        | Бендер-Аббас, Дезфул, Керманшах, острів Кіш, Мешхед, Кешм, Шираз, Тебріз | 2        |
| Qeshm Airlines        | Абадан, Ахваз, Бендер-Аббас, Чахбехар, Ісфахан, острів Кіш, Бендер-Махшехр, Мешхед, Кешм, Сенендедж, Шираз | 2        |
| Taban Air             | Ахваз, Ісфахан, Хорремабад, острів Кіш, Мешхед | 4 & 6    |
| Zagros Airlines       | Ахваз, Ісфахан, Мешхед, острів Кіш, Шираз, Сиррі | 1 & 2    |

### Вантажні
| Авіакомпанія               | Пункт призначення |
| -------------------------- | --- |
| Iran Aseman Airlines Cargo | Абадан, Ахваз, Ардебіль, Ассалуйє, Бам, Бірджанд, Боджнурд, Бушер, Гечсаран, Горган, острів Кешм, Ілам, Ісфахан, Керманшах, острів Кіш, Хой, Ламерд, Лар, Мешхед, Рефсенджан, Рамсар, Решт, Себзевар, Саханд, Сенендедж, Шираз, Тебес, Тебріз, Ясудж, Язд |
| Iran Air Cargo             | Франкфурт, Абу-Дабі |
| Iran Air Cargo             | Абадан, Ахваз, Ардебіль, Бендер-Аббас, Бірджанд, Бушер, острів Кешм, Ісфахан, Керманшах, Хорремабад, острів Кіш, Лар, Мешхед, Решт, Караганда, Шираз, Тебріз, Тегеран-Імам Хомейні, Урмія, Язд, Захедан                                                   |
| Mahan Air                  | Ардебіль Ассалуйє, Бендер-Аббас, Бірджанд, Дезфул, Іраншехр, Ісфахан, Керман, Хорремабад, острів Кіш,Бендер-Махшехр, Мешхед, Шираз, Сирджан, Заболь |

## Ресурси Інтернету
Вікісховище має мультимедійні дані за темою: Тегеран-Мехрабад (аеропорт)
- Official website